# Освальдо Лоуренсо Фільйо
Освальдо Лоуренсо Фільйо (порт. Osvaldo Lourenço Filho, нар. 11 квітня 1987, Форталеза) — бразильський футболіст, нападник клубу «Сан-Паулу».
Протягом кар'єри виступав за ряд бразильських клубів, еміратський «Аль-Аглі» (Дубай) та португальську «Брагу», а також національну збірну Бразилії.

## Клубна кар'єра
У дорослому футболі дебютував 2006 року виступами за «Форталезу», в якій, з невеликою перервою на нижчоліговий «Рівер» (Терезіна), провів три сезонів, взявши участь лише у 41 матчі чемпіонату.
2009 року перебрався в ОАЕ, підписавши контракт з місцевим «Аль-Аглі» (Дубай) і в першому ж сезоні допоміг команді виграти національний чемпіонат. У сезоні 2009–10 на правах оренди виступав за португальську «Брагу», проте закріпитись в основній команді не зміг і по завершенню сезону повернувся в «Аль-Аглі».
У сезоні 2011 виступав на правах оренди за «Сеару», проте за його підсумками команда зайняла 18 місце в Серії А і вилетіла з еліти, а у січні 2012 року контракт гравця викупило «Сан-Паулу» і в першому ж сезоні виграв з командою Південноамериканський кубок. Наразі встиг відіграти за команду із Сан-Паулу 60 матчів в національному чемпіонаті.
Наприкінці 2013 року бразильська преса повідомляла про інтерес до Освальдо з боку відразу двох українських клубів — діючого на той час чемпіона країни донецького «Шахтаря» та чинного віце-чемпіона України харківського «Металіста». 

## Виступи за збірну
6 квітня 2013 року дебютував в офіційних матчах у складі національної збірної Бразилії в товариській грі проти  збірної Болівії, змінивши по перерві Неймара. Наразі провів у формі головної команди країни 2 матчі.

## Досягнення
- Чемпіон штату Сеара: 2007, 2008, 2011
- Чемпіон штату Піауї: 2007
- Чемпіон ОАЕ: 2008-09
- Володар Південноамериканського кубка: 2012
- Володар Кубка наслідного принца Саудівської Аравії: 2014-15
- Чемпіон Таїланду: 2018
- Володар Кубка Чемпіонів Таїланду: 2019

### Індивідуальні
- Найкращий гравець Ліги Піауїенсе: 2007
- Відкриття бразильської Серії Б: 2008